# Timothy O’Meara
Onorato Timothy O’Meara (* 29. Januar 1928 in Kapstadt; † 17. Juni 2018) war ein US-amerikanischer Mathematiker, der sich mit Zahlentheorie und Algebra befasste.
O’Meara studierte an der Universität Kapstadt und wurde 1953 an der Princeton University bei Emil Artin promoviert (Quadratic forms over local fields). 1957/58 und 1961 war er am Institute for Advanced Study. Er lehrte in Princeton, an der University of Otago und ab 1962 an der University of Notre Dame. Er war dort zweimal Vorstand der Fakultät und ab 1976 Kenna Professor für Mathematik. 1978 bis 1996 war er Provost der Universität.
Er befasste sich mit algebraischer Zahlentheorie, linearen Gruppen und der Zahlentheorie quadratischer Formen, über die er ein Standardwerk schrieb. Darin enthalten ist auch seine ganzzahlige Klassifizierung quadratischer Formen über lokalen Körpern. In den 1960er und 1970er Jahren befasste er sich mit Isomorphismen zwischen klassischen Gruppen über Körpern und später über Integritätsringen.
Die Mathematikbibliothek der University of Notre Dame ist nach ihm benannt.
1960 bis 1963 war er Sloan Research Fellow. 1978 war er Carl-Friedrich-Gauß-Professor in Göttingen. 1991 wurde er Mitglied der American Academy of Arts and Sciences.
Zu seinen Doktoranden gehört Alexander J. Hahn.

## Schriften
- Introduction to quadratic forms, Springer Verlag, Grundlehren der mathematischen Wissenschaften 117, 1963, 3. Auflage 1973, Reprint in der Reihe Classics of Mathematics
- Lectures on linear groups, American Mathematical Society 1974
- Symplectic groups, American Mathematical Society 1978
- mit Alexander J. Hahn The classical groups and K-Theory, Grundlehren der Mathematischen Wissenschaften 291, Springer Verlag 1989
- The integral representation of quadratic forms over local fields, American J. Math., Band 80, 1958, S. 843–878